# Henry Cuellar
Pour les articles homonymes, voir Cuéllar (homonymie).
Henry Roberto Cuellar, né le 19 septembre 1955 à Laredo (Texas), est un homme politique américain. Membre du Parti démocrate, il est élu du Texas à la Chambre des représentants des États-Unis depuis 2005.

## Biographie

### Études et débuts en politique
Henry Cuellar est originaire de Laredo, dans le sud du Texas. Il est diplômé d'un associate degree du Laredo Community College (en) en 1976. Après un baccalauréat universitaire en sciences de Georgetown obtenu en 1978, il décroche un doctorat en droit (juris doctor) de l'université du Texas à Austin en 1981 puis une maîtrise de la Texas A&M International University (en) l'année suivante. Il est également diplômé d'un doctorat (PhD) de l'université du Texas en 1998.
Il est élu à la Chambre des représentants du Texas de 1987 à 2001, année où il est nommé secrétaire d'État du Texas par le gouverneur républicain Rick Perry,.

### Représentant des États-Unis
En 2002, il se présente à la Chambre des représentants des États-Unis dans le 23e district du Texas. Il est battu par le républicain sortant Henry Bonilla (en), rassemblant 47,2 % des voix contre 51,5 % pour le républicain. Il prévoit d'affronter à nouveau Bonilla en 2004. Cependant, les circonscriptions sont redécoupées par la justice et Laredo se trouve désormais dans le 28e district, dont le démocrate Ciro Rodriguez est le représentant. Cuellar choisit de se présenter face à Rodriguez dans une primaire âprement disputée. Rodriguez critique notamment la « trahison » de Cuellar, qu'il avait soutenu en 2004. Selon les premiers résultats, Rodriguez remporte de justesse la primaire (50,1 % contre 49,9 %). Cependant, un recompte des bulletins donne la victoire à Cuellar, de 58 voix. En novembre, il est élu représentant avec 59 % des suffrages devant le républicain James Hopson.
Rodriguez tente un retour en 2006 et reçoit le soutien de plusieurs parlementaires. Cuellar est attaqué par la gauche du Parti démocrate et critiqué pour sa proximité avec le président Bush. Il remporte facilement la primaire, puis l'élection générale avec 67,6 % des voix. Il est réélu avec 68,7 % des suffrages en 2008 et 56,3 % lors de la vague républicaine de 2010. Depuis, il est réélu tous les deux ans avec plus de 66 % des voix.
À l'approche des élections de 2020, il est le représentant démocrate votant le plus souvent avec Donald Trump. Pour la première fois depuis des années, il affronte une concurrente sérieuse lors des primaires démocrates, la jeune avocate en droit de l'immigration Jessica Cisneros (26 ans). Cuellar reçoit le soutien de la présidente de la Chambre Nancy Pelosi tandis que Cisneros est soutenue par plusieurs figures de la gauche du parti dont Bernie Sanders, Elizabeth Warren et Alexandria Ocasio-Cortez. Il remporte la nomination démocrate avec seulement 52 % des suffrages contre 48 % pour Cisneros.

### Inculpation pour corruption
En mai 2024, Henry Cuellar est inculpé pour avoir accepté des pots-de-vin d'une valeur de plus de 600 000 dollars de la part de l'Azerbaïdjan, ainsi que d'une banque mexicaine souhaitant faire changer la règlementation en sa faveur. Henry Cuellar et sa femme sont aussi inculpés de blanchiment d'argent et accusés d'être des agents d'un pays étranger,.

## Positions politiques
Henry Cuellar est un démocrate modéré. Membre de la Blue Dog Coalition, il est considéré comme l'un des démocrates les plus conservateurs de la Chambre des représentants. Il s'oppose à l'avortement, soutient le droit de porter des armes à feu et rejette l'idée d'une couverture santé universelle. Il a notamment été un soutien du président républicain George W. Bush, pour qui il a voté en 2000.